# Espeirac
Espeirac (en francès Espeyrac) és un municipi francès situat al departament de l'Avairon i a la regió d'Occitània.

## Demografia
| 1962                                       | 1968 | 1975 | 1982 | 1990 | 1999 |
| ------------------------------------------ | ---- | ---- | ---- | ---- | ---- |
| 405                                        | 352  | 305  | 287  | 225  | 243  |
| Des de 1962: població sense dobles comptes |      |      |      |      |      |

## Administració
| Període   | Identitat        | Partit |
| --------- | ---------------- | ------ |
| 1944-1959 | Emile Aurières   |        |
| 1960-1983 | Robert Puech     |        |
| 1983-1987 | Pierre Nayrolles |        |
| 1987-     | Bernard Méjane   |        |